# Tripteroides caledonicus
Tripteroides caledonicus är en tvåvingeart som först beskrevs av Edwards 1922.  Tripteroides caledonicus ingår i släktet Tripteroides och familjen stickmyggor.
Artens utbredningsområde är Nya Kaledonien. Inga underarter finns listade i Catalogue of Life.